# Rhachimantis carinata
Rhachimantis carinata är en bönsyrseart som beskrevs av Giglio-tos 1915. Rhachimantis carinata ingår i släktet Rhachimantis och familjen Mantidae. Inga underarter finns listade i Catalogue of Life.